# 어린이 (잡지)
어린이는 1923년에 창간된 어린이 잡지이다. 천도교 소년회의 기관잡지로, 개벽사(開闢社)에서 발행하였다. 일제강점기의 최장수 어린이 잡지이며, 1923년 3월부터 1935년 봄까지 통권 122호가 출간되었다. 내용은 동화와 동시, 미담, 소설, 생활 상식과 특집 기사, 퀴즈 등으로 구성되었고, 벽 그림, 말판 등 부록이 있었다. 가격은 처음 5전(錢)에서 시작하여 15전까지 올랐다가 10전으로 유지되었다. 쉬운 말에 읽을거리가 많아 인기가 있었으며, 발행인이었던 방정환이 그의 창작 동화와 글을 실은 것으로도 알려져 있다.
편집인은 방정환(1923~1929년), 이정호, 신영철, 윤석중으로 이어졌다.
《어린이》는 1948년 어린이날에 다시 발행되기도 했다.

## 연재 소설
- 방정환, 《칠칠단의 비밀》(1926년)